# Nowe Czajki
Nowe Czajki (deutsch Neu Czayken, 1933 bis 1945 Neu Kiwitten) ist ein kleines Dorf in der polnischen Woiwodschaft Ermland-Masuren. Es gehört zur Gmina Świętajno (Landgemeinde Schwentainen, 1938 bis 1945 Altkirchen (Ostpr.)) im Powiat Szczycieński (Kreis Ortelsburg).

## Geographische Lage
Nowe Czajki liegt in der südlichen Mitte der Woiwodschaft Ermland-Masuren, 17 Kilometer östlich der Kreisstadt Szczytno (deutsch Ortelsburg).

## Geschichte
Für Neu Czayken wurde am 26. Februar 1788 das Gründungsprivileg ausgestellt. Das Dorf bestand aus mehreren kleinen Gehöften. 1874 wurde die Landgemeinde Neu Czayken in den Amtsbezirk Liebenberg (polnisch Klon) im ostpreußischen Kreis Ortelsburg eingegliedert.
1910 zählte Neu Czayken 120 Einwohner, 1933 waren es noch 98. Aufgrund der Bestimmungen des Versailler Vertrags stimmte die Bevölkerung in den Volksabstimmungen in Ost- und Westpreussen am 11. Juli 1920 über die weitere staatliche Zugehörigkeit zu Ostpreußen (und damit zu Deutschland) oder den Anschluss an Polen ab. In Neu Czayken stimmten 93 Einwohner für den Verbleib bei Ostpreußen, auf Polen entfielen keine Stimmen.
Aus ideologisch-politischen Gründen der Abwehr fremdländisch klingender Ortsnamen wurde Neu Czayken am 9. Oktober 1933 in „Neu Kiwitten“ umbenannt. Die Zahl der Einwohner belief sich im Jahre 1939 auf 96.
Mit dem gesamten südlichen Ostpreußen wurde Neu Kiwitten 1945 in Kriegsfolge an Polen überstellt und erhielt die polnische Namensform „Nowe Czajki“. Zusammen mit dem Nachbarort Cis (Friedrichsthal) bildet Nowe Czajki ein Schulzenamt (polnisch Sołectwo) im Verbund der Landgemeinde Świętajno (Schwentainen, 1938 bis 1945 Altkirchen (Ostpr.)) im Powiat Szczycieński (Kreis Ortelsburg), bis 1998 der Woiwodschaft Olsztyn, seither der Woiwodschaft Ermland-Masuren zugehörig. Im Jahre 2011 zählte Nowe Czajki 52 Einwohner.

## Kirche
Bis 1945 war Neu Czayken resp. Neu Kiwitten in die evangelische Kirche Friedrichshof (polnisch Rozogi) in der Kirchenprovinz Ostpreußen der Kirche der Altpreußischen Union sowie in die römisch-katholische Kirche Liebenberg (polnisch Klon) im damaligen Bistum Ermland eingepfarrt. Heute gehört Nowe Czajki katholischerseits wieder zu Klon, das jetzt dem Erzbistum Ermland zugeordnet ist. Evangelischerseits ist der Ort jetzt zur Pfarrei Szyzctno (polnisch Ortelsburg) in der Diözese Masuren der Evangelisch-Augsburgischen Kirche in Polen hin orientiert.

## Verkehr
Nowe Czajki liegt an einer Nebenstraße, die parallel zur Landesstraße 53 von Cis (Friedrichsthal) über Klon (Liebenberg) nach Dąbrowy verläuft. Eine Anbindung an den Bahnverkehr existiert nicht.